# Чернигов (станция)
Чернигов — железнодорожная станция Юго-Западной железной дороги, расположенная в городе Чернигове на Украине.
Отстроен и приобрел новый облик после Великой Отечественной войны.
Отреставрирован в 1999 году.

## История черниговского железнодорожного транспорта
В 1891 году от станции Круты Московской Киевско-Воронежской железной дороги в сторону Чернигова положили узкоколейку длиной 76 верст.
В 1893 году на левом берегу Десны, в районе современного автомобильного моста, по киевской трассе построили железнодорожный вокзал.
Пассажиры доставлялись сюда из города и обратно конным транспортом.
В 1925 году открыто движение на участке «Нежин — Чернигов» Юго-Западной железной дороги. Но появление железнодорожного транспорта в Чернигове отложено до 1928 года (мост через реку Десна не был готов и поезда прибывали по-прежнему на левый берег, где располагался старый вокзал узкоколейной железной дороги откуда пассажиры по автодорожному мосту попадали в Чернигов).
В 1928 году открыт железнодорожный вокзал на правом берегу Десны и 4 ноября 1928 года закончено строительство дороги до станции «Новобелица» (Гомель) и до станции «Овруч» (через Янов).
Грузовые и пассажирские перевозки осуществлялись паровозами, а после поступления в 1969 году в локомотивное депо «Чернигов» тепловозов участок постепенно был переведен на тепловозную тягу и обслуживался тепловозами ТЭ3.
Пассажирские поезда первоначально обслуживались тепловозами ТЭ3, с последующим переходом на ТЭ7, М62 и 2М62.
Маневровую работу на станциях участка выполняли тепловозы ЧМЭ3 приписки депо «Чернигов».
Пригородные поезда обслуживались дизель-поездами ДР1П и ДР1А.
В период Великой Отечественной войны, как и многие здания Чернигова, здание железнодорожного вокзала было разрушено.
Ныне существующее построено в 1948 году по проекту архитектора Г. И. Гранаткина, а торжественное открытие станции состоялось в 1950 г. Первым начальником нового вокзала была Лидия Александровна Толмачеве, которая руководила им до 1979 г.

Здание черниговского железнодорожного вокзала
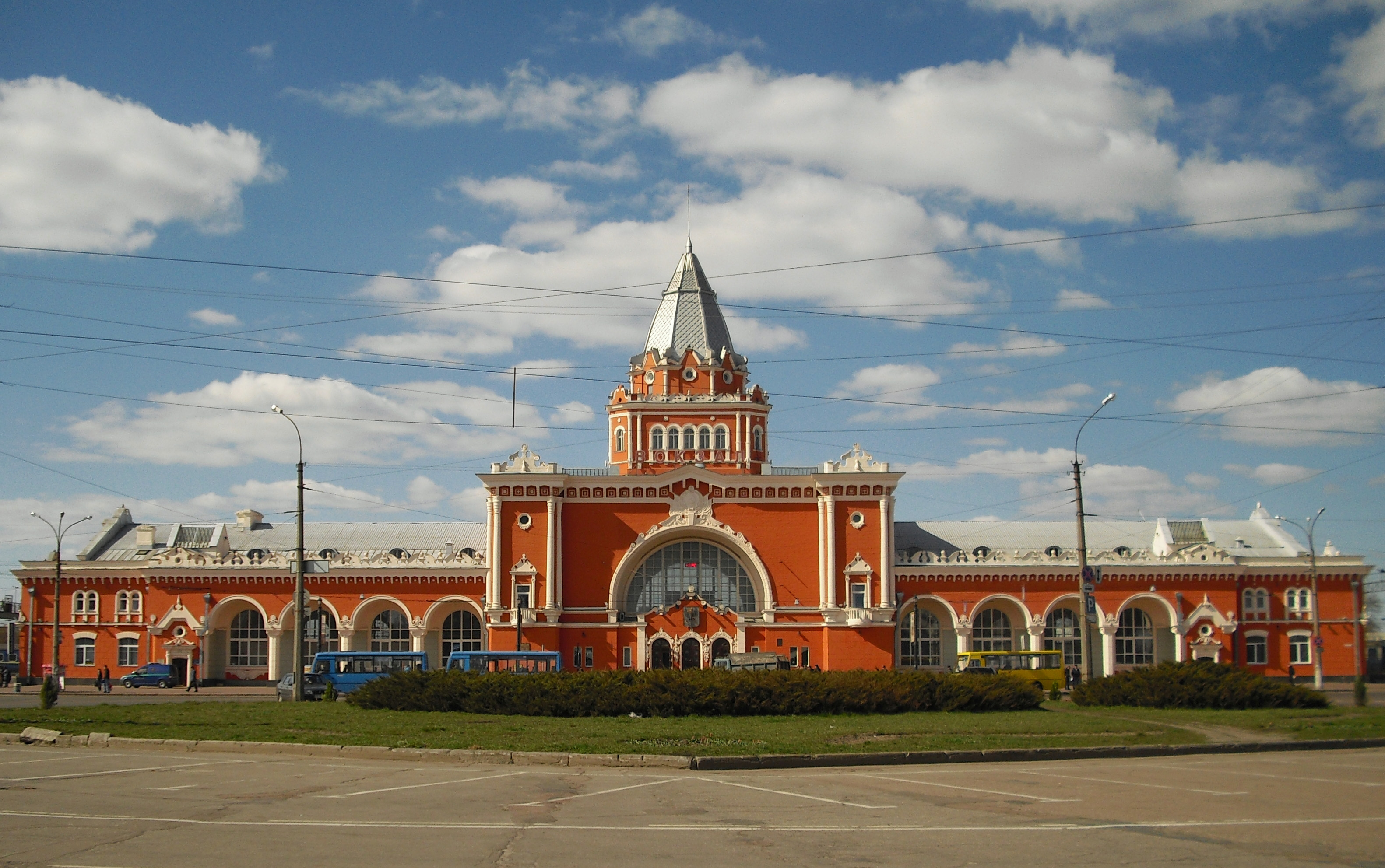
Вид спереди
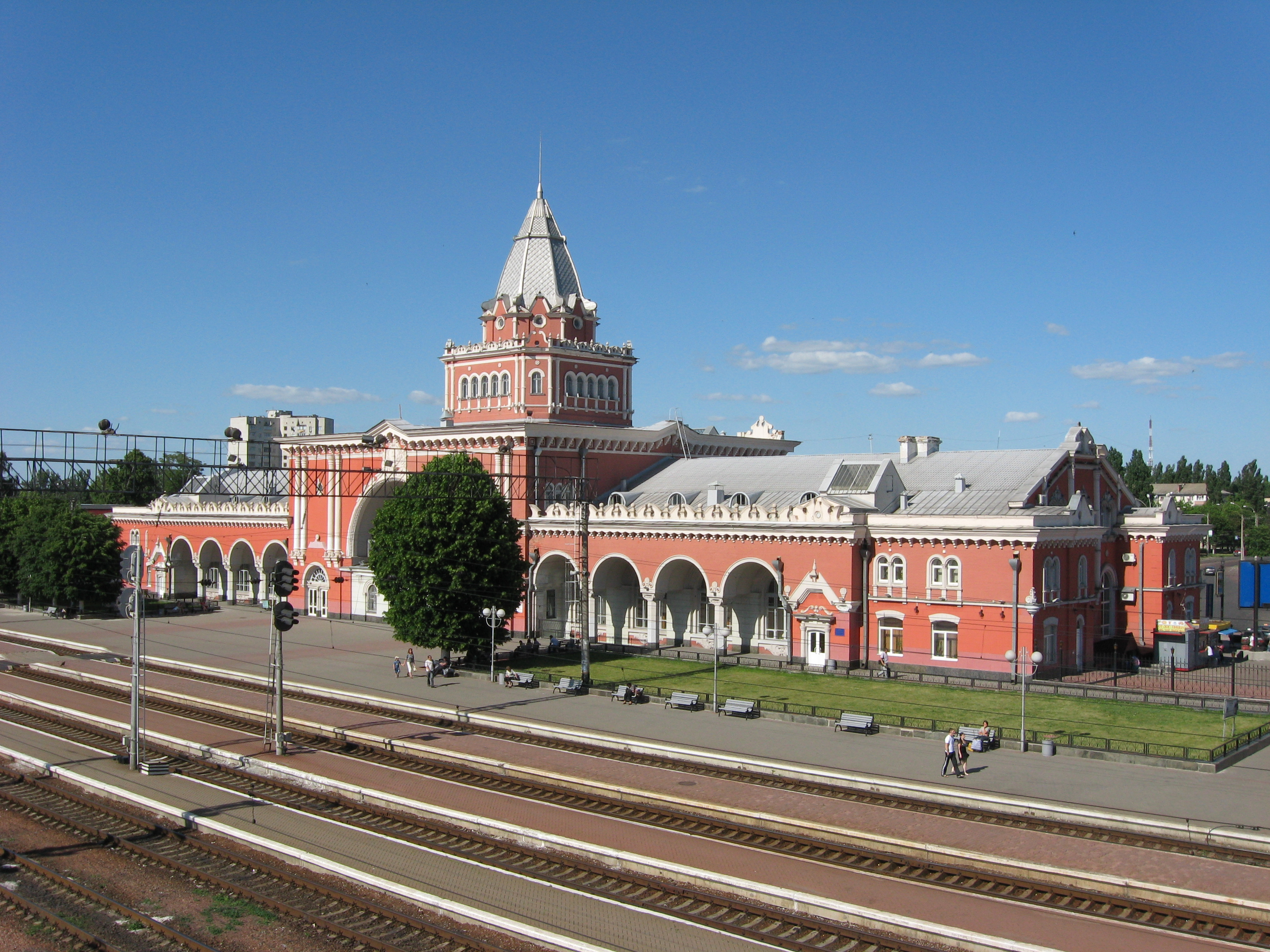
Вид с колей
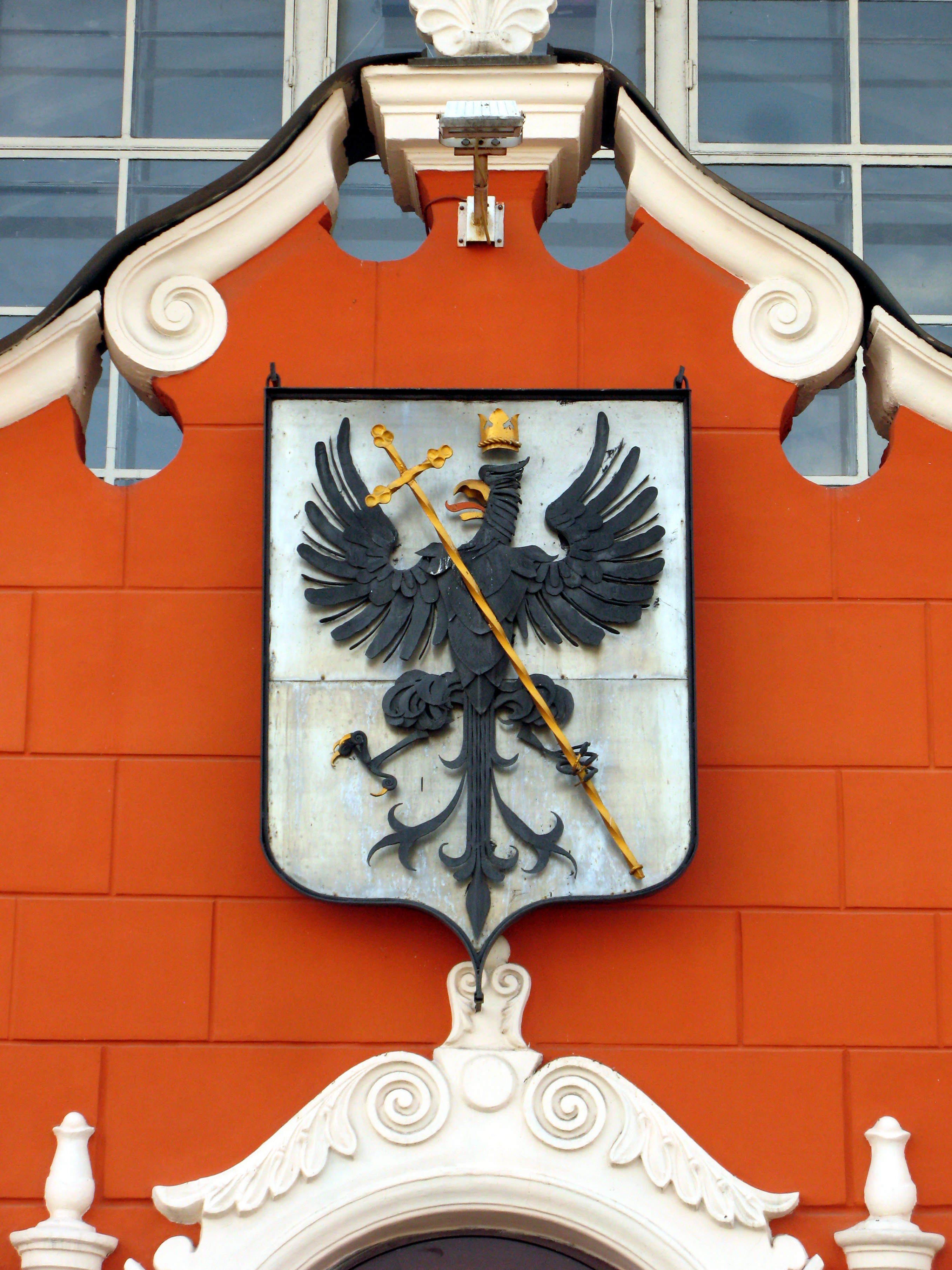
Герб города на фасаде
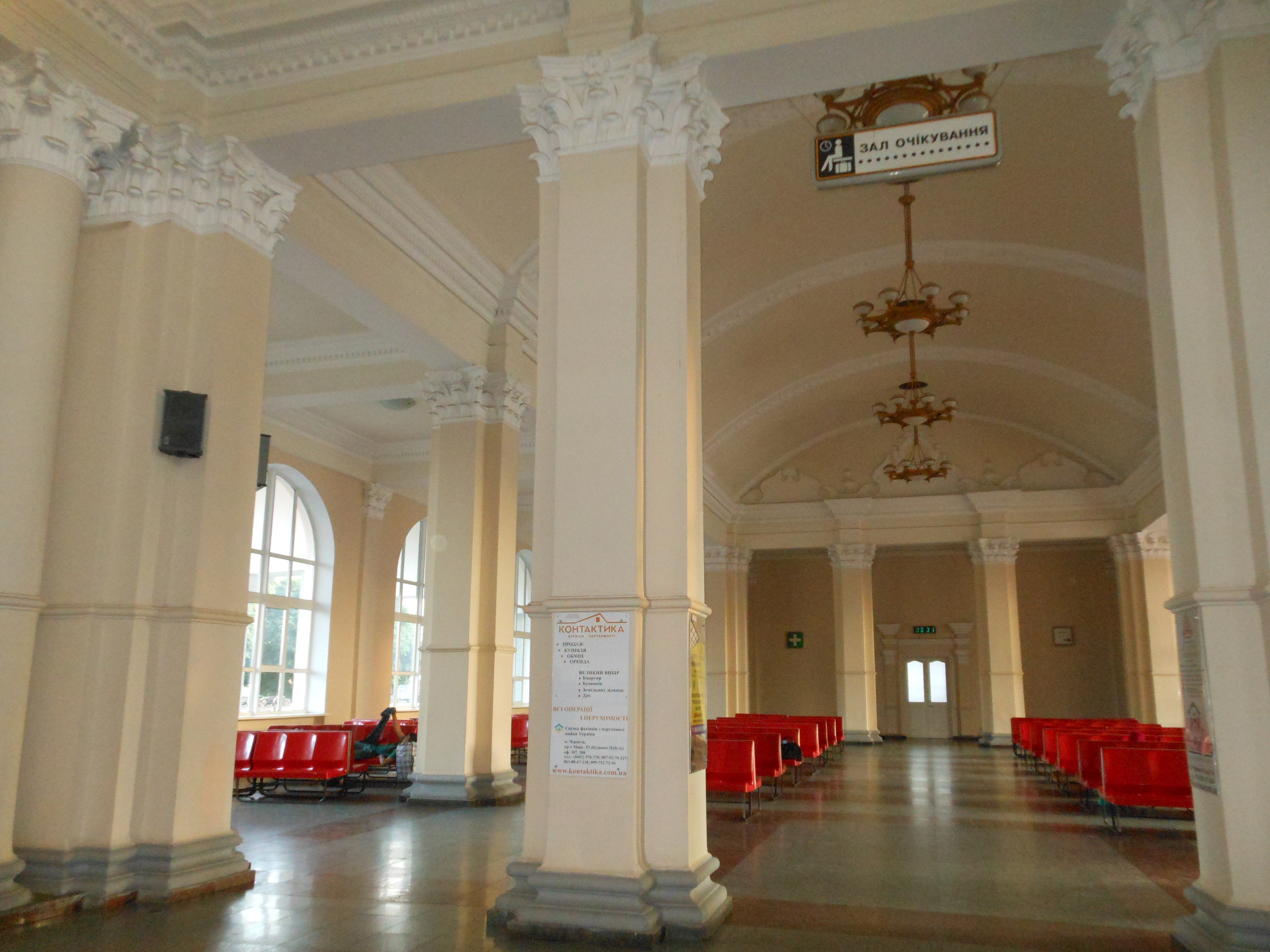
Внутренний интерьер
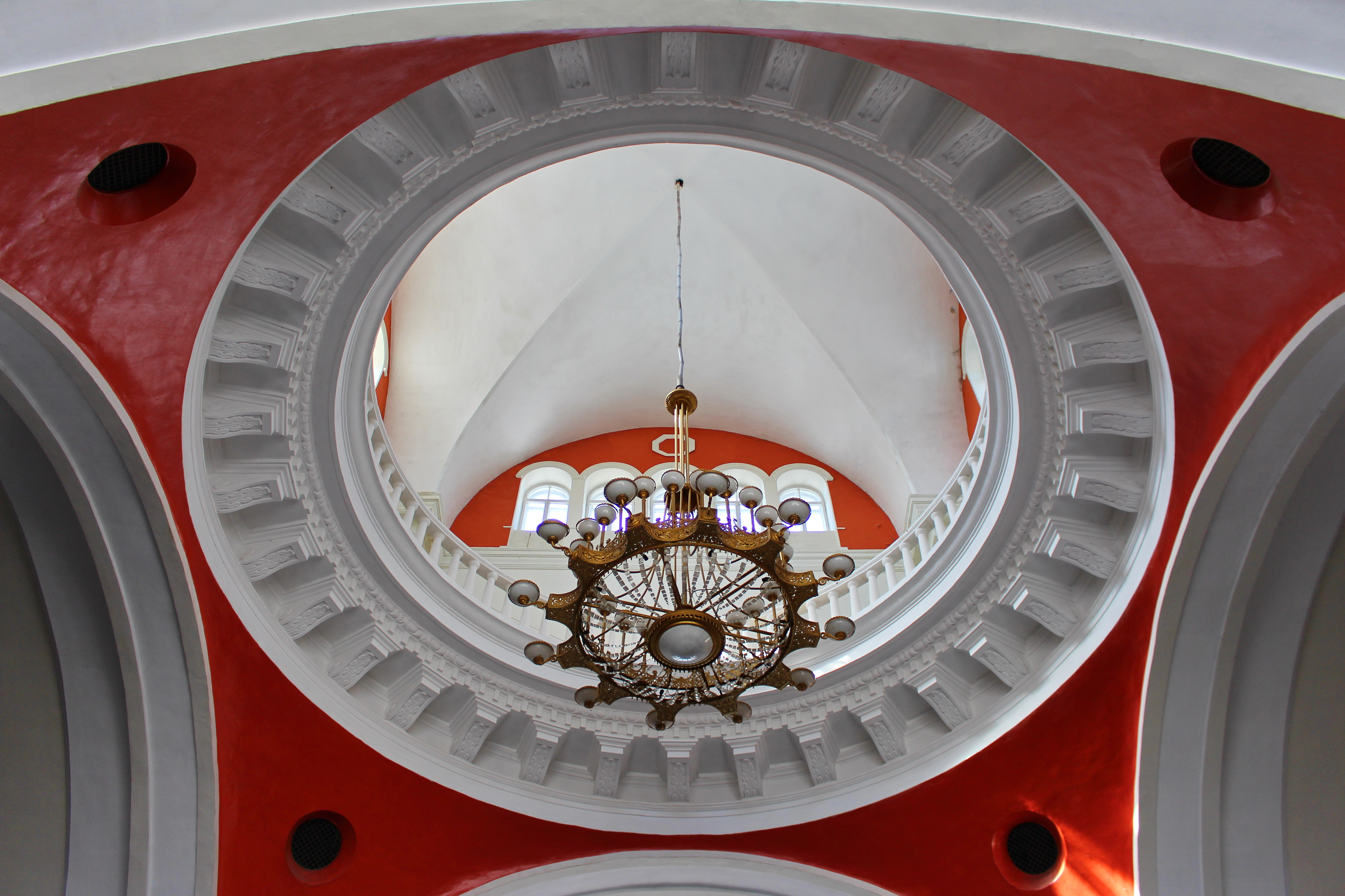
Люстра в центральном зале

После аварии на ЧАЭС в апреле 1986 года прекращено транзитное движение железнодорожного транспорта на участке Чернигов — Овруч. Пассажирский поезд № 191/192 «Москва-Хмельницкий», курсировавший через станцию «Чернигов» c апреля 1986 года пущен в объезд через Киев, а прицепные вагоны сообщения «Чернигов — Москва» маневровыми тепловозами ЧМЭ3 доставлялись на станцию «Нежин», где воссоединялись с поездом «Киев — Москва». Позже в 1987 году был запущен самостоятельный скорый поезд «Чернигов — Москва», который был отменён осенью 2008 года. Теперь 4-5 прицепных вагонов электровоз привозит на станцию «Конотоп», где их цепляют к скорому поезду «Киев-Москва».
Пригородное сообщение в яновском направлении осуществляется до станции «Йолча». Для доставки персонала ЧАЭС и других предприятий Зоны отчуждения от станции «Славутич» курсируют электропоезда «Славутич — Семиходы».
Участок «Чернигов — Янов» электрифицирован в 1988 году. В настоящее время контактная сеть на станции «Янов» и перегоне «Янов — Семиходы» демонтирована.
В августе 1999 года завершена электрификация участка «Нежин — Чернигов».
С 1988 года пассажирские перевозки до станции «Славутич» обслуживаются электропоездами ЭР9Т, а грузовые электровозами ВЛ80.
На станции Славутич осуществляется контроль и пересадка на электропоезда до станции «Семиходы».
С 1999 года открыто движение электропоездов и электровозов ВЛ40У, ВЛ80 и модернизированных ЧС4 до станции «Нежин». Кроме того, запущен электропоезд ЭПЛ9Т повышенного комфорта по маршруту «Киев — Чернигов — Славутич». Позже маршрут был удлинён до станции «Неданчичи».
По данным на 2006 год объёмы перевозок грузов составляют 84 737 вагонов в год. Каждый год перевозится свыше 4,5 млн пассажиров. Тем не менее, состояние подвижного состава и качество предоставляемых услуг не отвечает современным требованиям.
С момента введения в действие нового расписания движения скоростных поездов были отменены прицепные вагоны поезда 93/94 Чернигов — Одесса.
По состоянию на 2015 год через Чернигов курсируют регулярные поезда Минск — Одесса, Санкт-Петербург — Киев / Харьков, а также существуют прямые сообщения с Москвой.
Поезда в Крым (Симферополь, Феодосия) с 27 декабря 2014 года отменены.

## Нынешнее время
На сегодняшний день Черниговский железнодорожный вокзал является одним из важнейших железнодорожных узлов Юго-Западной железной дороги. Межстанционный перегон «Чернигов — Подусовка» длиной 1,7 км является самым коротким по длине на всей линии Чернигов—Овруч.
Поезда курсируют в трех направлениях: нежинском, славутичском и горностаевском.
По состоянию на 2015 год через станцию Чернигов курсируют:

### Поезда дальнего следования
| № поезда | Маршрут движения          | № поезда | Маршрут движения          |
| -------- | ------------------------- | -------- | ------------------------- |
| 53       | Киев — Санкт-Петербург    | 54       | Санкт-Петербург — Киев    |
| 93       | Одесса — Минск            | 94       | Минск — Одесса            |
| 143      | Харьков — Санкт-Петербург | 144      | Санкт-Петербург — Харьков |
| 283*     | Херсон — Барановичи       | 284*     | Барановичи — Херсон       |
| 287*     | Одесса — Чернигов         | 288*     | Чернигов — Одесса         |
| 657      | Конотоп — Чернигов        | 658      | Чернигов — Конотоп        |
| 853      | Чернигов — Гомель         | 854      | Гомель — Чернигов         |

Звёздочкой отмечены поезда, курсирующие только в летний период.

### Пригородные поезда
| № поезда | Маршрут движения   | № поезда | Маршрут движения   |
| -------- | ------------------ | -------- | ------------------ |
| 843      | Неданчичи — Киев   | 844      | Киев — Неданчичи   |
| 845      | Неданчичи — Фастов | 846      | Фастов — Неданчичи |

## Вокзал и городской транспорт
Рядом расположен Черниговский автовокзал, от которого отправляются рейсовые автобусы, следующие в Киев, Харьков, Львов, Москву, Брянск, Сумы, Минск, Гомель, Николаев, а также в населенные пункты Черниговской области.